# Салливан, Рой
Рой Кливленд Салливан (англ. Roy Cleveland Sullivan; 7 февраля 1912 — 28 сентября 1983) — американский инспектор по охране национального парка Шенандоа в Виргинии, известный тем, что в период с 1942 по 1977 год был семь раз поражён молнией и остался в живых. В связи с этим он получил прозвище «человек-громоотвод» (англ. Human Lightning Conductor) и был занесён в Книгу рекордов Гиннесса.

## Биография
Салливан родился в Грин-Каунти (Вирджиния) и с 1936 года работал смотрителем в Национальном парке Шенандоа. Его описывали как мускулистого человека с широким и грубым лицом, похожего на актёра Джина Хэкмена. В поздние годы люди избегали его из-за страха быть пораженными молнией заодно с ним, что печалило Роя.
Салливан вспоминал: «Однажды мы шли с главным инспектором, когда неподалёку от нас ударила молния. Он сказал: „Увидимся позже“».
Утром 28 сентября 1983 года Салливан умер в возрасте 71 года при загадочных обстоятельствах. Причиной смерти стало огнестрельное ранение в живот. По официальной версии, Салливан покончил с собой из-за неразделённой любви и, как утверждают, пролежал в постели рядом со своей женой (которая была на 30 лет младше Роя) несколько часов, прежде чем она заметила неладное.

## Семь молний
1. В 1942 году молния ударила Роя Салливана в ногу, когда он находился на пожарной башне, при этом оторвало ноготь на большом пальце.
2. В 1969 году, в результате удара молнии во время езды по горной дороге, Рой остался без бровей и потерял сознание.
3. В 1970 году очередной удар молнии привёл к травме левого плеча, руку при этом парализовало. Это произошло на лужайке его собственного дома.
4. В 1972 году из-за удара молнии на территории административного здания лесничества загорелись волосы Салливана. После этого случая он всегда возил с собой ёмкость с водой.
5. 7 августа 1973 года молния ударила в голову Роя, когда он ехал в машине по территории вверенного ему леса. От удара снова загорелись волосы, парализовало ноги, лесника выкинуло из машины и с ног сорвало обувь.
6. 5 июня 1976 года шестой удар молнии на территории палаточного лагеря привёл к сильной травме лодыжки.
7. 25 июня 1977 года молния отправила Роя Салливана на больничную койку с ожогами грудной клетки и живота. Рой всего лишь хотел порыбачить.

- Досталось также и его жене, которая тоже получила удар молнией, когда развешивала бельё на заднем дворе их дома.

Согласно статистике, вероятность поражения человека молнией в течение жизни составляет 1:3000 (для территории США). Таким образом, математическая вероятность оказаться семикратно пораженным молнией, как это произошло с Салливаном, составляет 1:30007, то есть 1:2,2x1024 (2 200 000 000 000 000 000 000 000 к 1), если для расчётов принять, что молния никогда не убивает. Но фактически этот подсчёт не вполне подходит для него, поскольку вероятность поражения молнией была намного больше из-за рода занятий, связанного с постоянным нахождением на природе, и тем, что местность его проживания является грозоопасной.